# Джовани Пиколомини
Вижте пояснителната страница за други личности с името Джовани.
Джовани Пиколомини (на италиански: Giovanni Piccolomini) (9 октомври 1475 – 21 ноември 1537)  – италиански духовник, кардинал, папски легат. Представител на рода Пиколомини и племенник на папа Пий III.
През 1503 г. е избран за архиепископ на Сиена. Участва в Латеранския събор. На 1 юли 1517 той е издигнат в кардинал от папа Лъв X и на 6 юли същата година получава титлата Santa Sabina. На 7 януари 1521 година става кардинал-камерлинг на светата църква, на който пост остава до 6 февруари 1523. Други църковни длъжности, които заема – епископ на Сион (1522), епископ на Аквила (1523), епископ на Албано (1524), епископ на Палестрина (1531) г., епископ на Порто-Санта-Руфина (1533) г., епископ на Остия (1535). Декан на Колегията на кардиналите (октомври 1534).